# Buikspitsschildwants
De buikspitsschildwants  (Troilus luridus) is een wants uit de familie van de schildwantsen (Pentatomidae).

## Uiterlijke kenmerken
De buikspitsschildwants heeft een lengte van 11 tot 13 mm. De hoeken van het pronotum steken duidelijk uit. De bovenkant van de wants is grijs-bruin tot donkerbruin. Opvallend is de gele ring om het voorlaatste antennesegment. Op het tweede segment van de buik zit een doorn, die naar voren uitsteekt. Dat heeft geleid tot de Duitse naam Spitzbauchwanze en Nederlandse naam.

## Verspreiding en habitat
Het verspreidingsgebied beslaat delen van het Palearctisch gebied (Europa, Azië, Siberië).

## Leefwijze
De buikspitsschildwants komt voor in vochtige moerassen, weiden en bosranden op struiken zoals coniferen en loofbomen. De roofzuchtige wantsen jagen daar op allerlei insecten als rupsen, kevers, keverlarven. 
De volwassen wants overwintert onder de schors. De paring is in het voorjaar, daarna worden den eitjes in clusters van maximaal twintig op planten afgezet. De jonge nimfen zuigen eerst plantensappen, voordat ze overgaan naar een roofzuchtig dieet.